# Sponzorstvo
Prema definiciji Međunarodne trgovačke komore (ICC) sponzorstvo je bilo koji komercijalni odnos kojim sponzor, za obostranu korist sponzora i sponzoriranog, ugovorno pruža financijsku ili drugu podršku kako bi se uspostavila veza između sponzorovog imidža, marke ili proizvoda s nositeljem sponzorskih prava u zamjenu za pravo na promicanje unaprijed određenih koristi.
Kako je riječ o uzajamnom poslu ICC navodi da se sponzorstvo, iako je sastavni dio marketinške strategije, razlikuje od oglašavanja, kao i od pokroviteljstva u svojim ciljevima, porukama i kontroli, jer mu je osnovna pretpostavka da od sporazuma obje strane imaju konkretne komercijalne koristi.
Najčešći nositelji sponzorskih prava su osobe i/ili organizacije iz područja športa, kulture, znanosti, ekologije ili socijalnog područja.

## Povijest
Od prvih je sponzorskih aktivnosti prošlo više od 100 godina, no za shvaćanje pojma sponzorstva i njegova prilagođavanja zahtjevima marketinga, dovoljno je osvrnuti se na zadnjih 40 godina, pa da se shvate motivi koji su kroz zadnja desetljeća potakli i vodili poduzeća da se uključe u sponzorstvo. Prema Kim Skildum Ried, međunarodno priznatom stručnjaku na području sponzorstva, postoje četiri generacije sponzorstva:

#### Prva generacija
Prva generacija sponzorstva odnosi se na 70-te i početak 80-tih godina. Ta generacija predstavlja dobra volja izvršnih direktora koji su odlučivali na kojim će se manifestacijama objavljivati logotip tvrtke ili branda s dugoročnim ciljem podizanja prepoznatljivosti.

#### Druga generacija
Drugu generaciju sponzorstava, koja se odnosi na sredinu 80-tih i početak 90-tih godina, karakterizirale su odluke koje su se temeljile na mogućnosti direktnog povećanja prodaje.

#### Treća generacija
Treća generacija je jako napredovala jer je primjenjivala kombinaciju koristi prve i druge generacije te je razmišljala o povezivanju sponzoriranog (manifestacije, kluba, individualnog športaša) sa zaštitnim znakom tvrtke.
Navedene tri generacije su imale tzv. win-win situaciju. Cilj sponzora je bio da iskoristi potencijale sponzoriranog za upotpunjenje svoje marketinške strategije, a sponzoriranima je bio cilj da svoju športsku djelatnost obavljaju nesmetano.

#### Četvrta generacija
Četvrta generacija objedinjuje sve karakteristike prethodnih generacija stavljajući u fokus još jednu dimenziju - sponzorovu ciljnu skupinu. Više nije bitno kako zadovoljiti sponzora i zahtjeve njegovog branda već kako doprijeti do njegove ciljne skupine i koje koristi od sponzorstva ona može imati. Najveće blago kluba, udruge događanja ili športaša su njihov imidž i emocije koje se uz njihovo spominjanje vežu pa se sponzorstvo koristiti kao kanal za komuniciranje tih doživljaja.

## Razlozi za sponzoriranje
Tvrtke kupuju sponzorska prava zbog stjecanja materijalne i nematerijalne koristi. Materijalne koristi se mogu financijski vrednovati te se u njih ubrajaju: medijska izloženost, karte/hospitality, mogućnosti oglašavanja, pristup bazama podataka, stručna znanja, objekti (za sastanke/događanja), uzorkovanje, veleposlanici robne marke. U nematerijalne koristi ubrajamo: prenošenje imidža, prestiž, vjerodostojnost robne marke, stupanj lojalnosti publike, mogućnosti umrežavanja. 

## Prodaja sponzorstva
Prodaja sponzorstva je dugotrajan proces koji se sastoji iz istraživanja potencijalnih sponzora, kreiranja ponude temeljene na ciljevima tvrtke kojoj se nositelj prava obraća, pronalaženja kontaktnih osoba i pregovora oko otkupa prava. Prodajni proces može trajati i do godinu dana, a prema izvješčima prodavatelja u prosjeku se za istraživanje svake tvrtke koja bi mogla biti potencijalni sponzor utroši između 1-5 radnih sati.

## Aktivacija sponzorstva
Aktivacija ili eksploatacija sponzorstva su pojmovi koje koriste sponzorski stručnjaci, a odnose se na čin kojim će sponzor iskoristiti kupljena prava i komunicirati svoju povezanost s publikom sponzoriranog. Novac koji se utroši na aktivaciju u pravilu je znatno viši od vrijednosti otkupljenih prava.

## Porezni aspekt
Kako se sponzorstvo u praksi često poistovjećuje s donacijama koje tvrtke mogu odbiti od poreza na dobit (do 2% od prošlogodišnjeg prometa), mnoge udruge i poduzeća se izlažu riziku utaje poreza, jer u trenutku kada se za primljeni novac (prozvod ili uslugu) očekuje protuusluga, primljeni se iznos tretira kao trošak koji podliježe porezu na dodanu vrijednost.
Pokroviteljstvo koje u svojoj osnovnoj definiciji označava podržavanje osobe, projekta i/ili organizacije, može, ali i ne mora imati obilježja donacije ili sponzorstva. Ponekad se za određenu manifestaciju koristi pokroviteljstvo osobe iz javnog života bez komercijalne protuusluge, čime isto ne podliježe niti jednom od navedenih poreza.